# Desmostachys
Desmostachys é um género de plantas pertencente à família Icacinaceae. É originário do centro da África. O género foi descrito por Jules Émile Planchon ex John Miers e publicado em Annals and Magazine of Natural History, ser. 2 9: 398-399 em 1852.

## Espécies
- Desmostachys brevipes (Engl.) Sleumer
- Desmostachys oblongifolius (Engl.) Villiers
- Desmostachys planchoniana Miers
- Desmostachys tenuifolius Oliv.
- Desmostachys vogelii (Miers) Stapf